# 昼神車塚古墳
昼神車塚古墳（ひるがみくるまづかこふん）は、大阪府高槻市天神町・古曽部町にある古墳。形状は前方後円墳。史跡指定はされていない。

## 概要

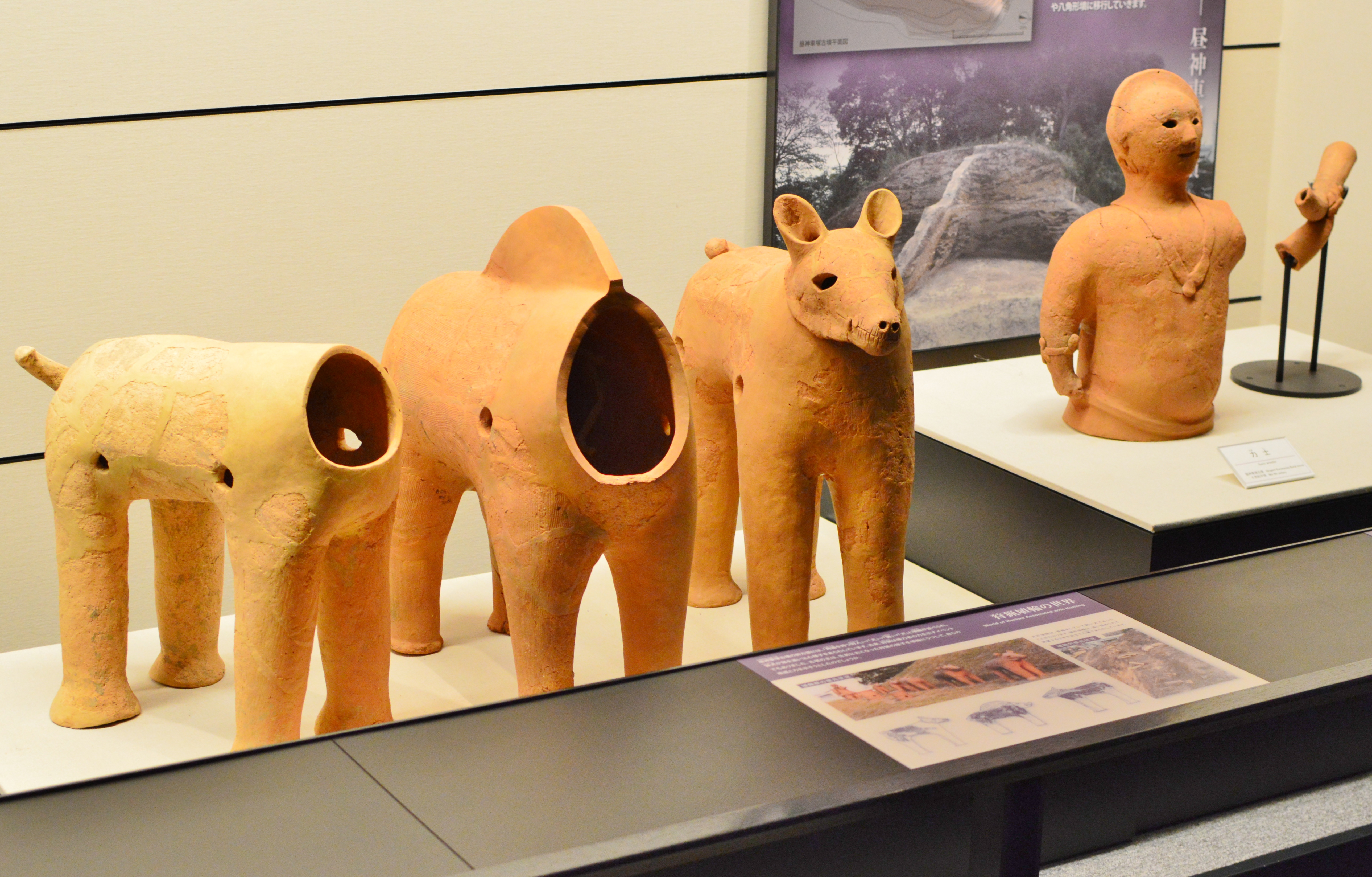
出土形象埴輪高槻市立今城塚古代歴史館展示。

大阪府北部、高槻市中央部の天神山丘陵南端に築造された古墳である。古墳名の「昼神（または日神）」は地名に、「車塚」は菅原道真の車を埋めたとする伝承による。天神山丘陵では弥生時代の集落や古墳の分布が見られるほか、後世には上宮天満宮が創建され、本古墳も古くから同天満宮の社地として推移している。大阪府道67号線建設の際には、3次の発掘調査が実施されたのち前方部が削平されて道路が敷かれ、その後復元整備されている。
墳形は前方後円形で、前方部を北方向に向ける。墳丘は3段築成（東側は見かけ上4段築成）で、前方部が発達して後円部よりも高くなった後出的様相を示す。墳丘には慶長伏見地震（文禄5年（1596年））の際と見られる地滑りが認められる。また墳丘表面では葺石・埴輪片（円筒埴輪・形象埴輪）が検出されているほか、墳丘西側では堀が認められている。埋葬施設は、後円部に横穴式石室の存在が推測されるが、未調査のため不明。出土品のうちでは、前方部中段における埴輪列2列の検出が注目され、特に猪1頭を犬2頭で追う形の具体的な形象埴輪列が復原可能となった点で重要視される。また出土円筒埴輪のうちでは、今城塚古墳（高槻市郡家新町）出土品との類似個体も認められる。
この昼神車塚古墳は、古墳時代後期の6世紀中葉頃（または6世紀前半頃）の築造と推定される。三島地域では最後の築造で、前時代の大王墓の今城塚古墳との比較においても重要視される古墳になる。被葬者は明らかでないが、築造時期から『日本書紀』安閑天皇元年（532年）条に見える三嶋飯粒（三島県主飯粒）に比定する説がある。上宮天満宮境内社に式内社論社の野身神社があり、その社名は野見宿禰（土師氏祖）に由来すると見られることから、野身神社・昼神車塚古墳の背景として土師氏（古墳築造集団）の当地での集住を推測する説もある。なお本古墳の下層では弥生時代中期頃の方形周溝墓が検出されるなど、弥生時代には墓域として利用されたことが知られる。

## 遺跡歴
- 江戸時代後期の『摂津名所図会』に描写[2]。
- 1968年（昭和43年）12月、府道真上安満線の建設計画に伴う古墳への影響が判明[2]。
- 1969年（昭和44年）、測量調査（原口正三ら）[2]。
- 1975-1978年度（昭和50-53年度）、第1-3次発掘調査（高槻市教育委員会を主とする車塚古墳調査会）[2]。
- 1979年度（昭和54年度）、前方部復元整備（高槻市教育委員会を主とする車塚古墳調査会）[2]。
- 1980年（昭和55年）2月4日、府道真上安満線開通（現在の大阪府道67号線）[2]。

## 墳丘
墳丘の規模は次の通り（1969年（昭和44年）の測量値））。
- 墳丘長：約56メートル
- 後円部 直径：約30メートル
- 前方部 幅：約33メートル

なお史跡説明板では、古墳規模として墳丘長60メートル、後円部直径35メートル、前方部幅40メートルとする。

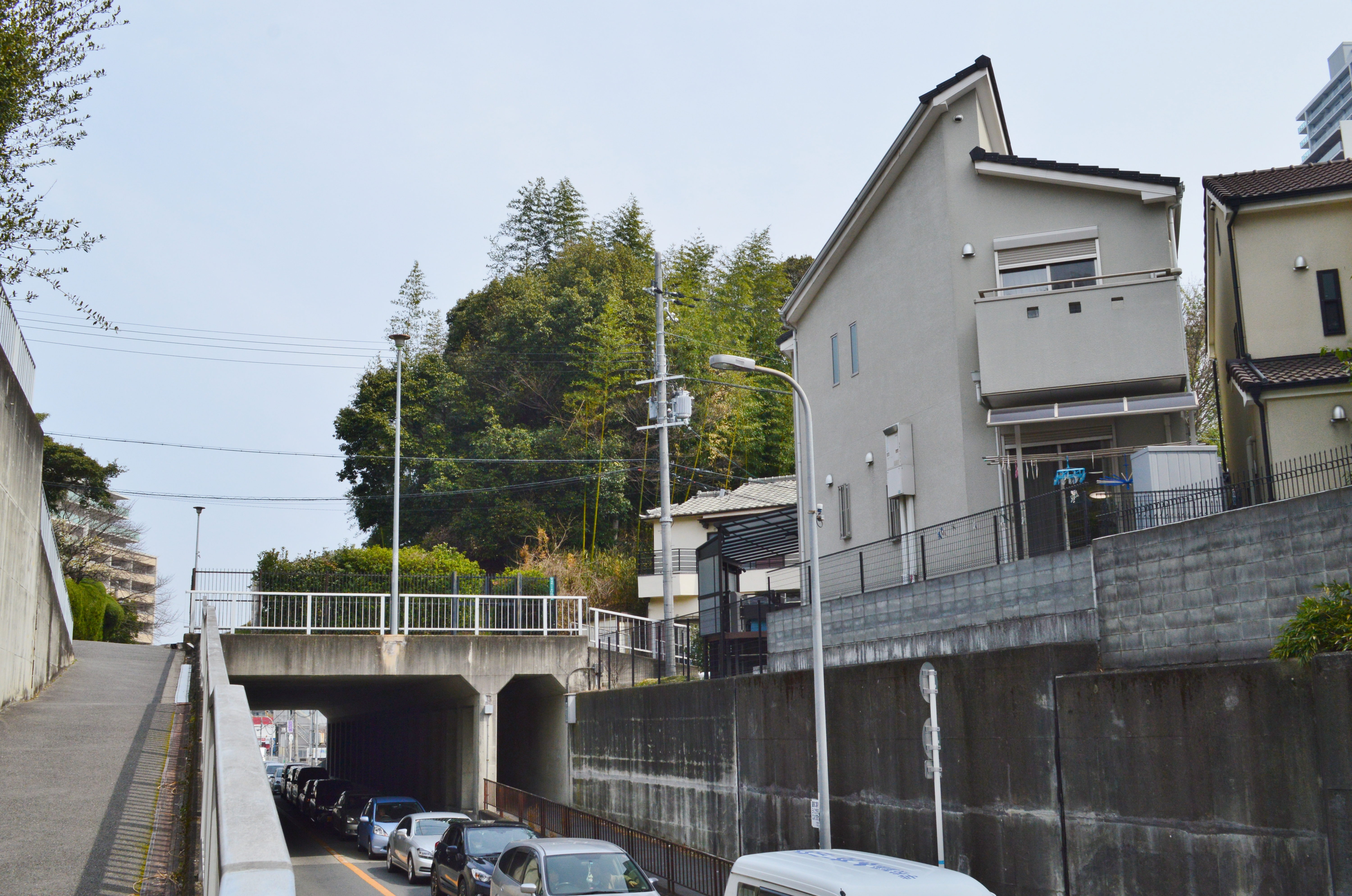
昼神車塚古墳（上）と大阪府道67号線
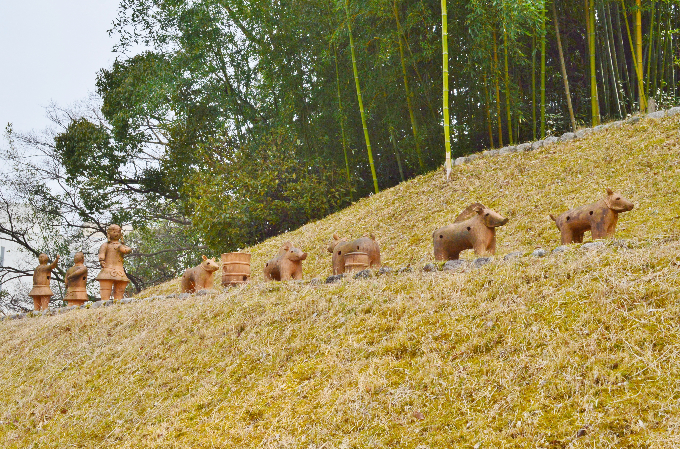
墳丘上の復元埴輪列

## 現地情報
所在地
- 大阪府高槻市天神町1丁目・古曽部町1丁目[2]

交通アクセス
- 鉄道：西日本旅客鉄道（JR西日本）東海道本線（JR京都線） 高槻駅 （北へ徒歩約8分）

関連施設
- 高槻市立今城塚古代歴史館（高槻市郡家新町） - 昼神車塚古墳の出土品等を展示。

周辺
- 上宮天満宮